# The Actor
Pour plus de détails, voir Fiche technique et Distribution.
The Actor est un film américain réalisé par Duke Johnson et sorti en 2025. Il s'agit d'une adaptation du roman Mémoire morte (Memory) de Donald E. Westlake publié à titre posthume en 2010.

## Synopsis
Dans les années 1950, dans une petite ville de l'Ohio, l'acteur Paul Edwin Cole se réveille après une violence agression. Cela lui a causé de grosses pertes de mémoire. Il ne se rappelle pas comment il est arrivé là, ni d'où il vient. Il va tenter de retrouver la mémoire et ainsi pouvoir enfin rentrer chez lui, à New York.

## Fiche technique
Sauf indication contraire, les informations mentionnées dans cette section peuvent être confirmées par la base de données cinématographiques IMDb,  présente dans la section « Liens externes ».
- Titre original : The Actor
- Réalisation : Duke Johnson
- Scénario : Duke Johnson et Stephen Cooney, d'après Mémoire morte (Memory) de Donald E. Westlake
- Musique : Richard Reed Parry
- Décors : Paulina Rzeszowska
- Costumes : Suzie Harman
- Photographie : Joe Passarelli
- Montage : Garret Elkins
- Production : Duke Johnson, Ken Kao, Abigail Spencer, Paul Young

Producteurs délégués : Chris K. Daniels, Jeff Deutchman, Ryan Friscia, David Gendron, Ryan Gosling, André Holland, Ali Jazayeri, Charlie Kaufman, Tom McLeod, Aaron Mitchell, Tom Quinn, Laura Rister, Josh Rosenbaum et Devon Young
- Sociétés de production : Innerlight Films, Waypoint Entertainment et Make Good Content ; en association avec Esme Grace Media/COIL et Three Point Capital
- Société de distribution : Neon (États-Unis)
- Budget : N/A
- Pays de production :  États-Unis
- Langue originale : anglais
- Format : couleur
- Genre : thriller, crime
- Durée : 98 minutes
- Dates de sortie[2] :
  - États-Unis : 14 mars 2025
- Classification[3] :
  - États-Unis : R

## Distribution
- André Holland : Paul Edwin Cole
- Gemma Chan  : Edna
- May Calamawy :
- Olwen Fouéré : Old Lady Track
- Toby Jones
- Simon McBurney
- Joe Cole : Nick
- Tracey Ullman : Mme Malloy / Helen / Deerville Woman
- Tanya Reynolds
- Asim Chaudhry
- Youssef Kerkour : Black Jack / Ed / Defense Attorney / Busdriver
- Edward Hogg : Make Up Artist
- Thomas Dominique : Phil
- Fabien Frankel

## Production

### Genèse et développement
En février 2021, il est annoncé que Ryan Gosling va tenir le rôle-titre de The Actor, réalisé et coécrit par Duke Johnson, d'après le roman Mémoire morte (Memory) de Donald E. Westlake, publié à titre posthume en 2010. Ce film marque les débuts de réalisateur solo pour Duke Johnson, après le projet en animation en volume Anomalisa coréalisé avec Charlie Kaufman. Ryan Gosling est également annoncé comme producteur, aux côtés de Ken Kao (Waypoint Entertainment), Duke Johnson et Abigail Spencer (Innerlight Films) et Paul Young (Make Good). Avant que le rôle revienne à Ryan Gosling, Aaron Taylor-Johnson avait été envisagé. The Actor est l'un projet à succès présenté au European Film Market en marge de la Berlinale 2021.
En avril 2021, il est annoncé que la société Neon a acquis les droits de distribution pour l'Amérique du Nord et que Charlie Kaufman — coréalisateur du film Anomalisa avec Duke Johnson — rejoint le film comme producteur délégué. Neon annonce peu après une date de sotie pour 2022.
En octobre 2022, la productrice Abigail Spencer déclare en interview que le film est en préproduction à Budapest et que les rôles principaux seront tenus par André Holland et Gemma Chan. Olwen Fouéré, Tracey Ullman, May Calamawy, Tanya Reynolds, Simon McBurney, Edward Hogg, Asim Chaudhry ou encore Youssef Kerkour sont ensuite annoncés. Il est précisé que certains incarneront plusieurs personnages. Lors d'une interview pour la chaine YouTube PIVOT DXB en mars 2023, May Calamawy précise ainsi qu'elle incarne cinq personnages.
Le 4 avril 2023, Neon confirme que Ryan Gosling a bien été remplacé par André Holland dans le rôle principal, même s'il reste lié au projet comme producteur délégué.

### Tournage
Le tournage devait initialement débuter à Los Angeles en septembre 2021, puis début janvier 2022. Les prises de vues débutent finalement à Budapest en Hongrie en novembre 2022,,. Les prises de vues s'achèvent en avril 2023.

### Musique
En décembre 2024, Richard Reed Parry est annoncé comme compositeur de la musique originale.

## Sortie et accueil
Le film sort dans les salles américaines le 14 mars 2025,.